# A Witness
A Witness est un groupe de rock indépendant britannique, originaire de Stockport, près de Manchester, en Angleterre. Il est actif au milieu des années 1980. Le membre fondateur Vince Hunt réunit le groupe pour une série de concerts 25 ans après la mort d'Aitken.

## Biographie
Le groupe est composé, au départ, de Rick Aitken (guitare), Noel Kilbride (guitare), Keith Curtis (chant) et Vince Hunt (basse). Plus tard, ils sont rejoints par le batteur Alan Brown (en 1988-1989). A Witness mêle des influences punk à un chant exacerbé.
A Witness est formé en 1982 à Stockport, près de Manchester, en Angleterre par Rick Aitken. Vince Hunt est remplacé en 1986 par Alan Brown (de Big Flame). Keith Curtis (chant) et Noel Kilbride (guitare) se joignent au groupe en 1983.
Initialement signé chez Ron Johnson Records, ils sortent leur premier EP Loudhailer Songs qui les met sur le devant de la scène des groupes inspirés par Beefheart ayant émergé au milieu des années 1980, et son félicités par le magazine NME. Une critique de l'EP de Sounds le décrit comme « de la pop parfaitement pervertie. » Ils gagnent l'intérêt en participant avec leur morceau Sharpened Sticks sur la compilation C86 l'année suivante.
Leur premier album, I Am John's Pancreas, suit en octobre 1986, entrant les classements du NME à la 18e place. Après une tournée allemande et néerlandaise avec leur collègues de Ron Johnson, Big Flame, A Witness recrute le multi-instrumentaliste Alan Brown à la batterie, à la place de leur boite à rythmes. Il contribue aussi aux arrangements et idées, notamment à celles du dernier single (I Love You) Mr Disposable Razors. Avec Brown à la batterie, A Witness sort deux singles 12" chez Ron Johnson (un en 1987 et l'autre en 1988) avant de se séparer. Communion édite la compilation américaine Sacred Cow Heart en 1988.
Le groupe est affecté par la mort du guitariste Rick Aitken, mort en Écosse en octobre 1989, juste avant une tournée britannique en soutien à The Wedding Present. À cet instant, le groupe préfère se séparer que continuer. Leurs troisième et quatrième sessions à la BBC pour John Peel sont compilées en un album (The Peel Sessions), et en un single, I Love You Mr. Disposable Razors, qui est publié à la mémoire de Aitken.

## Discographie

### Singles
- 1986 : Red Snake (Ron Johnson)
- 1988 : One Foot In the Groove
- 1989 : I Love You, Mr Disposable Razors